# Barea codrella
Barea codrella (tên tiếng Anh: Barea Moth) là một loài bướm đêm thuộc họ Oecophoridae. Nó được tìm thấy ở Úc, more specifically Tasmania, New South Wales và Victoria và Nam Úc. It is also an adventive species ở New Zealand.

## Hình ảnh

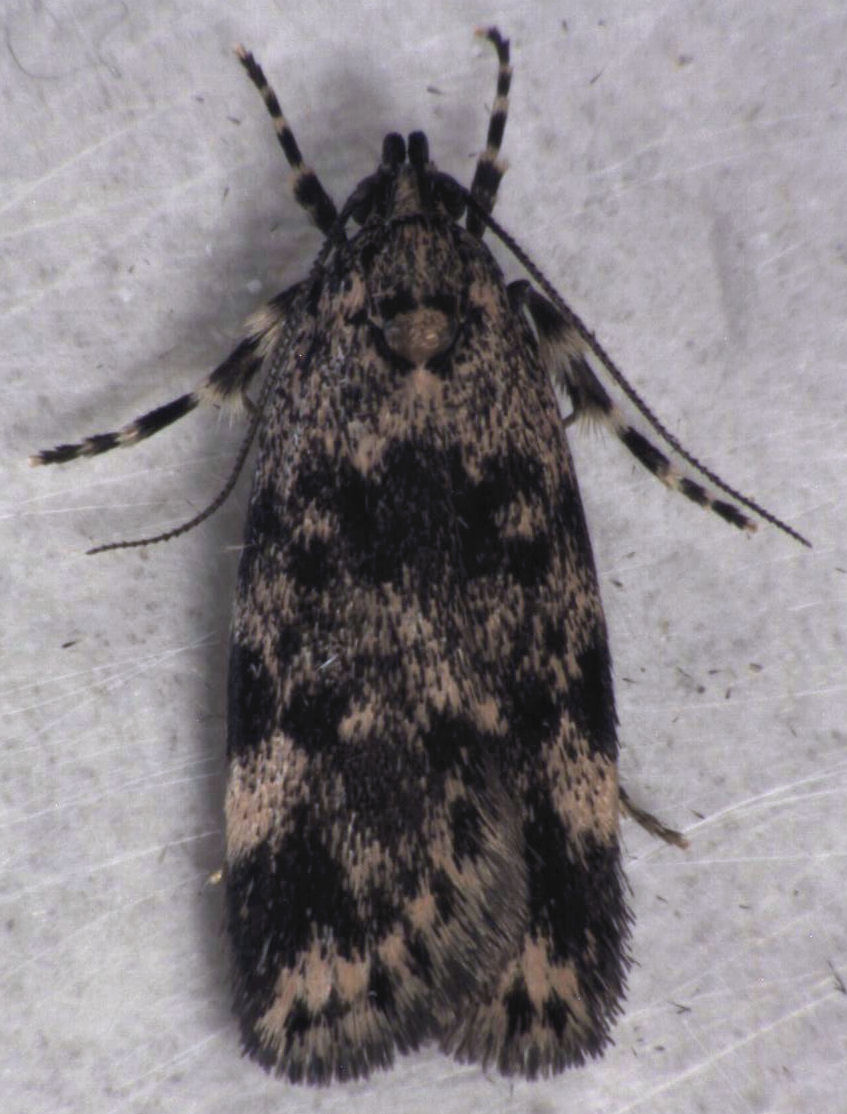